# Guido Buchwald
Pour les articles homonymes, voir Buchwald.
Guido Buchwald est un footballeur allemand né le 24 janvier 1961 à Berlin. Il évoluait au poste de défenseur ou de milieu défensif. Il a ensuite été l'entraîneur du club de football Alemannia Aix-la-Chapelle.
Cet international allemand a fait partie de l'équipe d'Allemagne de football qui a remporté la Coupe du monde de football 1990.

## Biographie
(novembre 2013).
Formé aux Stuttgarter Kickers, Guido Buchwald fait ses débuts en 2. Bundesliga Süd (l'un des deux groupes de la seconde division allemande avant qu'elle soit unifiée en 1981) lors de la saison 1979/1980. Evoluant principalement au poste de milieu défensif, il dispute 146 matchs et inscrit 9 buts en quatre saisons de 2. Liga sous les couleurs du club souabe avant de rejoindre en 1983, l'autre club de Stuttgart, le VfB Stuttgart qui évolue en Bundesliga. 
Il s'installe rapidement titulaire au poste de défenseur central sous ses nouvelles couleurs et dès sa première saison dans l'élite, remporte le titre de Champion de RFA. Il restera fidèle au VfB Stuttgart pendant onze saisons, remportant deux titres de Champion de RFA en 1984 et 1992, et finissant finaliste de la Coupe UEFA 1989 et de la Coupe d'Allemagne de football 1986. Sous les couleurs du club, il jouera 329 matchs de championnat inscrira 25 buts. 
Il est sélectionné en équipe nationale dès sa première saison en Bundesliga, le 22 mai 1984 lors d'un match amical contre l'Italie. Quelques mois plus tard, il est retenu pour disputer l'Euro 1984. Il participe aux trois matchs de son équipe éliminée dès les phases de groupe. À peine deux mois après l'Euro, il enchaîne en participant aux Jeux olympiques de Los Angeles avec l'équipe de RFA Olympique, qui est éliminée en quart de finale. Deux ans plus tard, il n'est pas retenu par le nouveau sélectionneur Franz Beckenbauer pour disputer la Coupe du monde de football 1986. Néanmoins, après le tournoi, il est rappelé par le sélectionneur et s'installe comme titulaire au poste de milieu défensif. Retenu à l'Euro 1988, il se blesse contre le Danemark lors d'un choc avec Flemming Polvsen et doit sortir du terrain. Il ne rejouera plus un match de la compétition et l'équipe nationale sera éliminée en demi-finale contre les Pays-Bas. 
C'est en 1990 que Buchwald remporte son seul titre avec la sélection. Aligné en position de milieu défensif au sein d'une équipe allemande composée de joueurs tels que Lothar Matthäus ou Jürgen Klinsmann, il est l'un des grands artisans de la victoire en coupe du monde en 1990. Il dispute tous les matchs du tournoi et s'illustrera en muselant Diego Maradona en finale contre l'Argentine. Une croyance voudra qu'on lui ait attribué son surnom "Diego" en raison de cette performance. En réalité, ce surnom lui avait été attribué bien plus tôt dans la compétition lors d'un match contre les Pays-Bas lorsqu'il avait réussi un passement de jambe qui avait amené un but.
Il continuera à jouer avec la Mannschaft toujours en qualité de titulaire jusqu'en 1994, disputant l'Euro 92 où il s'incline en finale et la Coupe du monde de football 1994. Après la défaite en quarts de finale contre la Bulgarie, Buchwald comme beaucoup d'autres joueurs vieillissants vainqueurs de 1990, arrêtera sa carrière internationale après 76 sélections et 4 buts.  
A 33 ans, tout juste retraité de la sélection, il décide de quitter le VfB Stuttgart après onze années, pour tenter l'aventure de la J. Jeague au sein des Urawa Red Diamonds. Il dispute trois saisons avant de rentrer en Allemagne et de rejoindre le Karlsruher SC en 1997. À la fin de la saison, le club est relégué et Buchwald retrouve la 2. Bundesliga qu'il avait quitté en 1983. Après une dernière saison professionnelle où il n'arrive pas à faire remonter le club, il décide de prendre sa retraite de joueur à 37 ans.

## Palmarès

### Avec le VfB Stuttgart
- Champion d'Allemagne en 1984 et en 1992
- Finaliste de la Coupe de l'UEFA en 1989
- Finaliste de la Coupe d'Allemagne en 1986

### En équipe de RFA/Allemagne
- 76 sélections et 4 buts entre 1984 et 1994
- Vainqueur de la Coupe du Monde en 1990
- Vice-champion d'Europe des Nations en 1992
- Participation à la Coupe du Monde en 1990 (Vainqueur) et en 1994 (1/4 de finaliste)
- Participation au Championnat d'Europe des Nations en 1984 (Premier Tour), en 1988 (1/2 finaliste) et en 1992 (Finaliste)